# Петушкова, Клавдия Павловна
Клавдия Павловна Петушко́ва (Степанко́ва) (1929—2005) — Герой Социалистического Труда (1966), заслуженный строитель РСФСР (1970), Почётный гражданин Петрозаводска (1975).

## Биография
Родилась в крестьянской семье, окончила 4 класса сельской школы.
После окончания Медвежьегорской фабрично-заводской школы, в 1944—1954 годах работала каменщицей в строительных организациях Петрозаводска.
В 1954—1982 годах — бригадир комплексной бригады каменщиков-монтажников Петрозаводского жилищно-строительного треста. Бригада участвовала в строительстве более 60-ти жилых домов, школ, общежитий.
В 1982—1984 годах преподавала в учебном комбинате Петрозаводского жилищно-строительного треста.